# Ścierwica mięsówka
Ścierwica mięsówka (Sarcophaga carnaria) – gatunek eurazjatyckiego owada z rzędu muchówek.
MorfologiaDuża muchówka o długości  ciała 13–15 mm. Jest szara z podłużnymi, ciemnymi smugami na tułowiu i jasno-ciemną szachownicą na odwłoku. Oczy czerwone, uwypuklone.
WystępowanieW Polsce jest wszędzie pospolita, występuje także w miastach. Najczęściej spotkać ją można na kwiatach w pobliżu zabudowań. Rzadko występuje wewnątrz pomieszczeń.
Tryb życiaDorosłe owady żywią się nektarem kwiatów. Dawniej podawano, że jej larwy żywią się padliną lub mięsem. Nowsze badania wykazują, że samica składa jaja u wejścia do korytarzyków dżdżownic. Wylęgnięte z jaj larwy samodzielnie wyszukują dżdżownice wędrując ich korytarzykami, a następnie wdrążają się do ich ciała, zabijają je i odżywiają się ich ciałem. Już po kilku dniach kończą rozwój i przeobrażają się.
Bibliografia
- Heiko Bellmann, Henryk Garbarczyk: Owady. Warszawa: Multico, 2007. ISBN 978-83-7073-418-3. Brak numerów stron w książce

Zobacz też
- Owady Polski